# Vrícké sedlo (950 m)
Vrícké sedlo nebo Vríčanské sedlo je horské sedlo v jižní části hlavního hřebene Lúčanské Malé Fatry v nadmořské výšce 950 m mezi vrchy Ostrá skála a Kútik (1064 m). Název má podle obce Vrícko.

## Přístup
- Po  značce hlavním hřebenem z Kľaku a Ostré skály z jihu nebo z vrchu Skalky a Sedla pod Úplazom ze severu
- Po  značce z Rajecké Lesné nebo obce Vrícko